# Endolepiotula ruizlealii
Endolepiotula ruizlealii — вид грибів, що належить до монотипового роду Endolepiotula.